# Marcel Vacherot
Marcel Gustave Arsène Vacherot (* 11. Februar 1881 in Neuilly-sur-Seine; † 24. Mai 1975 in Pau) war ein französischer Tennisspieler.
Sein älterer Bruder André Vacherot war ebenfalls ein erfolgreicher Tennisspieler und wurde mehrmaliger französischer Meister. Die zwei Brüder waren Enkelkinder des französischen Philosophen Étienne Vacherot.
Vacherot wurde französischer Meister 1898 im Herrendoppel gemeinsam mit Xenophon Kasdaglis und wiederholte diesen Erfolg 1901, diesmal im Team mit seinem Bruder André. Im Jahr 1902 gewann er die französische Tennismeisterschaft im Herreneinzel mit einem Zweisatzsieg im Endspiel über seinen Landsmann, den Rekordsieger Max Décugis, mit 6:4 und 6:2.